# Garstedt
Garstedt is een gemeente in de Duitse deelstaat Nedersaksen. De gemeente maakt deel uit van de Samtgemeinde Salzhausen in het Landkreis Harburg. Garstedt telt 1.427 inwoners.
Garstedt, dat in de 13e eeuw voor het eerst in een document wordt vermeld, maar waar verder geen historische gebeurtenissen van meer dan plaatselijke betekenis zijn overgeleverd, vormt met het aangrenzende Wulfsen bijna een tweelingdorp in het noorden van de Samtgemeinde. Tussen Garstedt en het ten zuidoosten ervan gelegen Vierhöfen ligt het dal van de Luhe, een zijriviertje van de Elbe. Op de Luhe is hier kanovaren mogelijk. Het dorp ligt in een bosrijke omgeving aan de noordoostkant van de Lüneburger Heide, en kent daarom enig toerisme. Monumentale gebouwen e.d. ontbreken.
Ten oosten van het dorp staat een kleine fabriek van uiteenlopende plastic producten, die veel aan recycling doet. Voor het overige is Garstedt vooral een forensen- en toeristendorp.
- Gemeinsame Normdatei: 1336704888
- Virtual International Authority File: 129661211
- WorldCat: E39PBJd3MJcYB4Qt9Qdqtfmw4q

Appel · 
Asendorf · 
Bendestorf · 
Brackel · 
Buchholz in der Nordheide · 
Dohren · 
Drage · 
Drestedt · 
Egestorf · 
Eyendorf · 
Garlstorf · 
Garstedt · 
Gödenstorf · 
Halvesbostel · 
Handeloh · 
Hanstedt · 
Harmstorf · 
Heidenau · 
Hollenstedt · 
Jesteburg · 
Kakenstorf · 
Königsmoor · 
Marschacht · 
Marxen · 
Moisburg · 
Neu Wulmstorf · 
Otter · 
Regesbostel · 
Rosengarten · 
Salzhausen · 
Seevetal · 
Stelle · 
Tespe · 
Toppenstedt · 
Tostedt · 
Undeloh · 
Vierhöfen · 
Welle · 
Wenzendorf · 
Winsen (Luhe) · 
Wistedt · 
Wulfsen